# Ставропольское книжное издательство
«Ставропо́льское кни́жное изда́тельство» — советское государственное издательство. Основано в 1936 году в Пятигорске. Ликвидировано в 2007 году.

## История
15 января 1936 года в соответствии с постановлением Президиума Северо-Кавказского краевого Совета рабочих, крестьянских и красноармейских депутатов было основано «Се́веро-Кавка́зское краево́е изда́тельство по изда́нию ве́домственной литерату́ры» в Пятигорске. 13 марта 1937 года в соответствии с постановлением Центрального исполнительного комитета СССР было переименовано в «Орджоники́дзевское краево́е изда́тельство по изда́нию ве́домственной литерату́ры».
В 1942 году прекратило деятельность в связи с оккупацией Пятигорска войсками Третьего рейха. 15 марта 1944 года в соответствии с решением исполнительного комитета Ставропольского краевого Совета депутатов трудящихся возобновило деятельность и было переименовано в «Краево́е кни́жное изда́тельство». Находилось в подчинении Ставропольскому управления по делам полиграфической промышленности, издательств и книжной торговли.
1 января 1953 года в соответствии с приказом заместителя начальника Управления Совета министров РСФСР по делам полиграфической промышленности, издательств и книжной торговли было переименовано в «Ставропольское книжное издательство». Находилось в подчинении Ставропольскому краевому управлению культуры. С 1964 года находилось в подчинении Государственному комитету Совета министров РСФСР по печати. Имело отделение в Черкесске.
Специализировалось на выпуске массово-политической, производственно-технической, сельскохозяйственной, художественной, детской, краеведческой, курортно-медицинской и учебной литературы.
В 2007 году было ликвидировано.
| Статистика по объёмам производства. 1979–1990 годы | Статистика по объёмам производства. 1979–1990 годы | Статистика по объёмам производства. 1979–1990 годы | Статистика по объёмам производства. 1979–1990 годы | Статистика по объёмам производства. 1979–1990 годы | Статистика по объёмам производства. 1979–1990 годы | Статистика по объёмам производства. 1979–1990 годы | Статистика по объёмам производства. 1979–1990 годы |
| —                                                  | 1979                                               | 1980                                               | 1982                                               | 1983                                               | 1984                                               | 1985                                               | 1990                                               |
| -------------------------------------------------- | -------------------------------------------------- | -------------------------------------------------- | -------------------------------------------------- | -------------------------------------------------- | -------------------------------------------------- | -------------------------------------------------- | -------------------------------------------------- |
| Книг и брошюр, печатных единиц                     | 100                                                | 98                                                 | 110                                                | 104                                                | 119                                                | 110                                                | 111                                                |
| Тираж, млн экз.                                    | 1,8                                                | 1,3882                                             | 2,5276                                             | 2,2828                                             | 2,4161                                             | 2,774                                              | 2,1164                                             |
| Печатных листов-оттисков, млн                      | н. д.                                              | 17,0946                                            | 20,4948                                            | 16,2244                                            | 19,3962                                            | 22,2348                                            | 20,9249                                            |